# 切爾尼亞夫卡 (奧拉季夫區)
49°20′8″N 29°20′45″E / 49.33556°N 29.34583°E
切爾尼亞夫卡（烏克蘭語：Чернявка），是烏克蘭的村落，位於該國西南部文尼察州，由文尼察區負責管轄，始建於1640年，面積5.25平方公里，海拔高度217米，2001年人口1,186，人口密度每平方公里225.99人。